# الكمالية (بغداد)
الكماليّة  حي سكني في مقاطعة الفضيلية رقم 16 في ناحية بغداد الجديدة في قضاء الرصافة، شرق مدينة بغداد، مساحتها 8 كيلومترات و 200 متر مربع، المسافة بين الكمالية ومركز العاصمة بغداد 18 كيلومتراً، وموقعها على الطريق القديم بين بغداد وبعقوبة، بدأ السكن فيها سنة 1958م، حين اشترت بعض الأسر الميسورة أراضي المنطقة من مالكيها، بثمن قليل، نصف دينار للمتر المربع، سُمّيت المنطقة على اسم مالكها، علي كمال الذي كان من كبار الملاكين في العهد الملكي العراقي. وهي منطقة حضرية ذات مستوى عمراني جيد.

## محلات الكمالية
| رقم المحلة | اسم المنطقة الرسمي | أسماء بديلة             | وصف                         |
| ---------- | ------------------ | ----------------------- | --------------------------- |
| 756        | الخنساء، الكمالية  |                         | كانت بعض بيوتها للغجر       |
| 759        | الخنساء، الكمالية  | الزهراء                 |                             |
| 757        | الخنساء، الكمالية  | الزهراء                 | كانت محلة 757 أكثرها للغجر. |
| 761        | الخنساء، الكمالية  | بستان علي كمال، البستان |                             |
| 767        | المأمون، الكمالية  | بستان علي كمال          |                             |

ذكر الجهاز المركزي للإحصاء سنة 2013 أن في حي الزهراء 7930 مسكناً عشوائياً.

## السكان

صورة جوية لمنطقة الكمالية في الستينات الميلادية

عُرفت الكمالية أنها أقدم الأحياء السكنية المستقرة للغجر في العراق، وكانت ثاني أكبر تجمع حضري للغجر الذين يقال لهم الكاولية، الذين كانت تعدّهم الحكومة العراقية أجانب، ولا تجيز لهم تملّك العقارات الزراعية والأميرية وتمنعهم من حق الإرث وانتقال الملكية، وفقاً للقانون رقم 43 سنة 1973م، ولم يشملهم قانون الإصلاح الزراعي رقم 30 سنة 1958م علماً بأن بعضهم كان يشتغل بالزراعة، كما أغفلهم قانونُ الإصلاح الزراعي سنة 1971، فكان الغجر يشترون أراضي ومساكن في الكمالية ويسجلونها بأسماء من يثقون بهم من العراقيين، وكان المصرف العقاري العراقي يمتنع من إعطاء قروض عقارية للغجر، فصار الغجر يستقرضون من الأفراد العراقيين مقابل الإيفاء لهم بالأقساط، وكانت أسرة حامد السرّاي تسكن في بغداد الجديدة سنة 1956م، وفي سنة 1958، انتقلوا إلى الكمالية فكانوا أول أسرة غجرية تسكن حي الكمالية وجذبوا إلى المنطقة عوائل غجرية أخرى، وكانوا في أول استيطانهم في الكمالية يسكنون وحدهم في أكواخ وصرائف، حتى بلغ عدد الغجر في الكمالية سنة 1979م، 1019 غجرياً، ضمن 174 عائلة، منهم 496 ذكَراً و 523 أنثى، كان منهم حينئذٍ 158 مطرِبةً، و 153 مطرِباً، وفي السبعينات ازداد عدد سكان العاصمة بغداد، وأقبلَ بعض العراقيين إلى الكمالية لشراء مساكن، فازدادت أسعار المساكن، وحينئذٍ طمع بعض الذين سُجلت البيوت بأسمائهم في البيوت التي دفع ثمنها الغجر فنقضوا اتفاقهم الباطن مع الغجر، وتُعدّ الكمالية المنطقة الغجرية الوحيدة الواقعة في حدود بلدية بغداد، أما مناطق الغجر الأخرى، فكانت الحكومة تتعمد أن تجعلها في ضواحي المدن، في أراضٍ أميرية (حكومية) نائية لا تصلح للزراعة ولا الاستثمار، لتكون بعيدة عن غالبية سكان المدن والقرى الذين يأنفون الاختلاط بالغجر ولا يسمحون لهم بالسكن في مناطقهم، وفي السبعينات اتخذ الغجر من منطقة الكمالية منطلقاً إلى تخييم موسمي متجول في قرى ومدن أخرى، فكان بعضهم يتوجه شمالاً وينصب خياماً يقضي فيها الصيف، كما أصبحت الكمالية مقصداً موسمياً لعوائل غجرية من مناطق أخرى يأتون إلى الكمالية لمزاولة أعمالهم في بغداد، وفي سنة 1976م منعت شرطةُ الكرادة الغجرَ من مزاولة أعمالهم في بيوتهم في الكمالية، فاضطرّ بعضهم إلى نصب خيام في مدن أخرى خلال تلك السنة.

### تهجير الغجر

بيوت الغجر في منطقة الكمالية شرق بغداد سنة 1976م وفقاً لدائرة التسجيل العقاري

منذ نشوء الكمالية، لم تكن كلها للغجر، بل كان في أجزاء منها عوائل عراقية قليلة، فكان اختلاط العراقيين بالغجر محفّزا لكثير من الغجر أن يتركوا الأعمال المنافية للأعراف ويستبدلوا بها أعمالاً مقبولة كسياقة سيارات الأجرة، بل صار بعضهم مهندسين وأطباء، وكان سكان الكمالية العراقيون يشتكون إلى الحكومة من حال المساكن الغجرية، إذ كان العراقيون يعتبرون الكمالية منطقةً مفتضِحةً للتسلية، وظل آخرون من غجر الكمالية يمتهنون الرقص والغناء وصنع بعض آلات العزف والبغاء، فصارت المنطقة مقصداً لبعض المسؤولين الراغبين في اللهو والمتعة، فأصبح بعض غجر الكمالية ذوي وساطة قوية وصحبة لأهل نفوذ ومناصب رفيعة، فعاش الغجر في الكمالية حقبة ذهبية من الستينات إلى أواخر التسعينات، أما بعد الاحتلال الأمريكي للعراق، فقد سارعت جماعات إلى الهجوم على الغجر في الكمالية بعد ساعات من حدوث الاحتلال وسقوط الحكومة، فقال رياض المحمداوي"حدث بعد 2003 إبّان الاحتلال الأمريكي لبغداد وتحديداً في منطقة الكمالية شرقي بغداد والتي كان يسكنها الغالب منهم كارثة وجريمة نكراء بحق الغجر والتي لم يتناولها الإعلام بوقتها لانشغاله بالأحداث فقد مارس البعض من أهالي المنطقة والمليشيات الاجرامية بقتل ونهب وتهجير الغجر واستولوا على بيوتهم وأموالهم وتم طردهم من هذه المنطقة وللأبد"، وفي 2 حزيران سنة 2014م، قال حنّون مشاري، وهو غجري عمره 55 عاماً، ومُهجر من منطقة الكمالية "جئتُ إلى بغداد مع أبي في العام 1975 إذ كنا نعيش في قرية (سويدة) في محافظة ميسان وسكنا في أطراف مدينة بغداد قرب الرستمية ثم استقر الحال بنا في منطقة (الكمالية)، كنت أعمل عازفا على آلة الربابة وأبي يجيد الغناء والعزف أيضا ونحيي حفلات الأعراس والأعياد والمناسبات الخاصة، بعد العام 2003 تغيرت أوضاعنا بشكل كبير وتعرضنا إلى التهديد من قبل بعض الجهات، واضطررنا إلى ترك بيوتنا وبيعها بأبخس الأثمان بعد أن استغل وضعنا الاجتماعي السماسرة والدلّالون في المناطق التي كنا نسكن فيها. وفقاً لتقرير المفوضية السامية للأمم المتحدة لشؤون اللاجئين المنشور في تشرين الثاني 2017، هُجّرت مئاتُ العوائل الغجرية من الكمالية بعد زوال حكومة صدام حسين.

## معالم الكمالية

### مدارس
- ثانوية الشيماء للبنات.[20]
- مدرسة أبو طالب الابتدائية.

### تلول
- تلول العليميات، استخرجت منها دائرة الآثار العراقية قطعاً فخارية من العهد البابلي القديم والعهد الكاشاني، وشيء من العهد الفرثي.[21]
- تل حصين، وهو كسور فخارية بنية اللون بعضها مزجج مع خزف إسلامي مزجج عليه بقايا رسوم وبعض الفخار أصفر مخضر ومحرز بخطوط هندسية مساحته 2500 م2 وارتفاعه متر واحد ومحيطه 100 م وقمته 25 م وشكله العام دائري تقريباً.[1]

### أسواق
- الجمعية التعاونية الاستهلاكية لمدينة الكمالية المحدودة: في يوم 10 نيسان سنة 1983 اندمجت الجمعية مع عدة جمعيات لمناطق مجاورة سُمّيت جمعية 7 نيسان التعاونية الاستهلاكية المحدودة.[22]

## وصلات خارجية
- الغجر والقرج في العراق